# 恵迪寮同窓会
一般社団法人 恵迪寮同窓会（いっぱんしゃだんほうじん けいてきりょうどうそうかい）は、北海道大学の学生寮「恵迪寮」を卒業した卒寮生による同窓会組織で、2018年（平成30年）に同名の任意団体が発展的解消することによって設立された一般社団法人。1983年（昭和58年）に当時の寮舎が新築されるのに伴い、「恵迪寮」の名称を新寮に引き継ぐことを目的に組織された同窓会を起源とする。

## 概要
北海道大学構内にある1、2年生を対象とした恵迪寮が閉寮され、学部寮と統合された新寮への移行が決まったことを受けて、1954年(昭和29年)から1957年(昭和32年)に入寮したOBが1982年(昭和57年)に開催した「恵迪寮永遠なれ」の会が発端となり、「新寮へ恵迪寮の名称を継承すること」「恵迪寮舎を永久保存すること」「恵迪寮歌を継承していくこと」を目的に設立された同窓会組織
。
1983年(昭和58年)にできた北大の学生寄宿舎に「恵迪寮」の名前を継承し、旧寮舎を北海道開拓の村に移設・復元した後、恵迪寮文化の普及・継承のために寮歌祭を開催することや同窓会名簿の更新、同窓生同士の親睦を深めるための活動を行なっていた。一般社団法人化以前は本部と3つの支部で構成され、支部はそれぞれ「北海道支部」「東日本支部」「西日本支部」と分かれていた。
任意団体としての恵迪寮同窓会は2018年に解散し、一般社団法人恵迪寮同窓会へ移行した。
一般社団法人に移行する際、それまで支部として組織されていた北海道・東日本・西日本の各支部は、法人とは別の任意団体として位置づけられ、それぞれ北海道恵迪寮同窓会、東日本恵迪寮同窓会、西日本恵迪寮同窓会として再組織された。

恵迪寮章

## 沿革
- 1962年(昭和37年) : 関西恵迪会発足[2]。
- 1980年(昭和55年) : 関東恵迪会発足[2]。
- 1982年(昭和57年) : 
  - 昭和25-28年入寮生による「懐かしき恵迪寮舎に別れを告げる会」開催[2]。
  - 昭和29-32年入寮生による「恵迪寮永遠なれ」の会が開催。文集「恵迪寮よ永遠に」を刊行し、恵迪寮同窓会設立の発端となる[2]。
- 1983年(昭和58年) : 
  - 1月 : 恵迪寮同窓会設立発起人会が行われ、恵迪寮名と寮歌の継承、恵迪寮舎一部の永久保存を大学へ要請することを決議。「北大恵迪寮に関する要望書」を大学長に提出[2]。
  - 3月 : 恵迪寮同窓会設立総会開催。恵迪寮名と寮歌の継承及び寮舎を北海道開拓の村へ移設・復元することを決議[2]。
  - 8月 : 第1期総会及び大寮歌祭第1回北海道大会開催。2年毎の総会及び大寮歌祭の開催、同窓会名簿と会報の発行を決議[2]。
  - 10月 : 同窓会報「恵迪」第1号発行[2]。
- 1984年(昭和59年) : 
  - 10月 : 同窓会名簿を刊行[2]。
  - 12月 : 北海道開拓の村に移設した寮舎落成[2]。
- 1985年(昭和60年) : 北海道開拓の村の恵迪寮舎を公開[2]。
- 1998年(平成10年) : 創立15周年記念事業の企画[2]。
- 2003年(平成19年) : 恵迪命名百年祭、恵迪百年記念大寮歌祭開催[2]。
- 2012年(平成24年) : 「都ぞ弥生」百年記念祭開催[2][4]。
- 2014年(平成26年) : 「都ぞ弥生」生誕百年記念事業でドキュメンタリードラマ「清き國ぞとあこがれぬ」を北海道放送協力のもと制作[5]。
- 2018年(平成30年) : 一般社団法人恵迪寮同窓会設立。

## 事業
以下に主な事業を挙げる。

### 寮歌文化の普及に関わる事業
恵迪寮では2017年(平成29年)現在でも毎年寮歌の新作を続けており、同窓会では寮歌文化の継承・普及のため、寮歌祭などの行事を催している。
- 恵迪寮大寮歌祭の開催
  - 北海道、東日本、西日本のそれぞれの地域による持ち回りで開催。

- 地区寮歌祭の開催
  - 各地区ごとに寮歌を歌う催しを開催。2018年(平成30年)に開催された会は以下の通り。
    - 沖縄恵迪寮歌祭 : 3月17日開催[7]
    - 中国恵迪会 : 4月28日開催[8]
    - 北大寮歌をうたう会(静岡恵迪会) : 5月12日開催[9]
    - 南九州恵迪寮歌祭 : 5月12日開催[10]
    - 甲信越地区北大寮歌祭 : 5月19日開催[11]
    - 道南・函館恵迪寮歌祭 : 6月9日開催[12]
    - 東海恵迪会及び新卒歓迎会 : 6月16日開催[13]
    - 北部九州寮歌祭 : 6月23日開催[14]
    - 阪和・兵庫寮歌祭 : 6月24日開催[15]
    - 古都恵迪会(京都・奈良・滋賀) : 6月30日開催[16]
    - 道北旭川恵迪会寮歌祭 : 7月7日開催[17]
    - 日高・苫小牧恵迪寮歌祭 : 7月14日開催[18]

- 寮歌をテーマにしたCDの制作・頒布
  - 北大恵迪寮歌CD「都ぞ弥生」[19]
    - 校歌「永遠の幸」と1907年(明治40年)から2006年(平成18年)までに作歌・作曲された寮歌の中から合わせて33曲を選び、北大合唱団OB会によって斉唱したものを収録。

  - 都ぞ弥生 〜音楽の風景〜[20][21]
    - 明治45年寮歌「都ぞ弥生」を各種楽器で演奏したものを収録。以下は収録されている楽器のリスト[22]。
      - 管弦楽
      - フルート
      - バイオリン
      - ビオラ
      - チェロ
      - ピアノ
      - 吹奏楽
      - 口笛
      - 尺八・箏
      - マンドリンアンサンブル
      - ギター
      - 弦楽四重奏
      - オルゴール

  - 百歌繚乱 〜音楽の風景II〜
    - 寮歌の校訂などを行なった北海道大学交響楽団の常任指揮者川越守が作曲・指揮した祝典序曲「エルムの鐘」をはじめとして、交響楽団の演奏する都ぞ弥生や各種寮歌の楽器演奏集。川越守が最後に指揮したものを収録している[23]。

### 会誌「恵迪」の発行事業
毎年7月に同窓会誌「恵迪」を発行している。

### 現役寮生への支援事業
現役の在寮生を支援するための事業を行なっている。
- 恵迪寮祭への支援[24]
- 北大フロンティア基金を通じた現恵迪寮改修・新築支援準備金の募金活動「恵迪寮大改修支援募金」[25]
- 士幌小屋チセ・フレップ支援準備金の募金活動[25]

### 同窓会員の交流事業
在寮年次毎に「入寮〇〇周年の集い」を企画することや寮歌祭の開催を通じて、会員の交流を促進している。
その他、以下のような事業が行われている。
- 新年歌初め、新春寮歌歌い初め[26][27][28]

- 親睦ゴルフ大会[29]

- 恵迪夏祭り(ビール会)[30]。

- 草刈り寮歌祭 : 札幌農学校の前身である開拓使仮学校跡の石碑がある芝増上寺旧境内都営芝公園で行われる行事[31]。

### 公益事業
講演者として主に北大関係者を招いて行う講演会「開識社」を開催し、一般市民に公開するなどしている。

### 旧恵迪寮舎の保全・維持・管理・整備事業

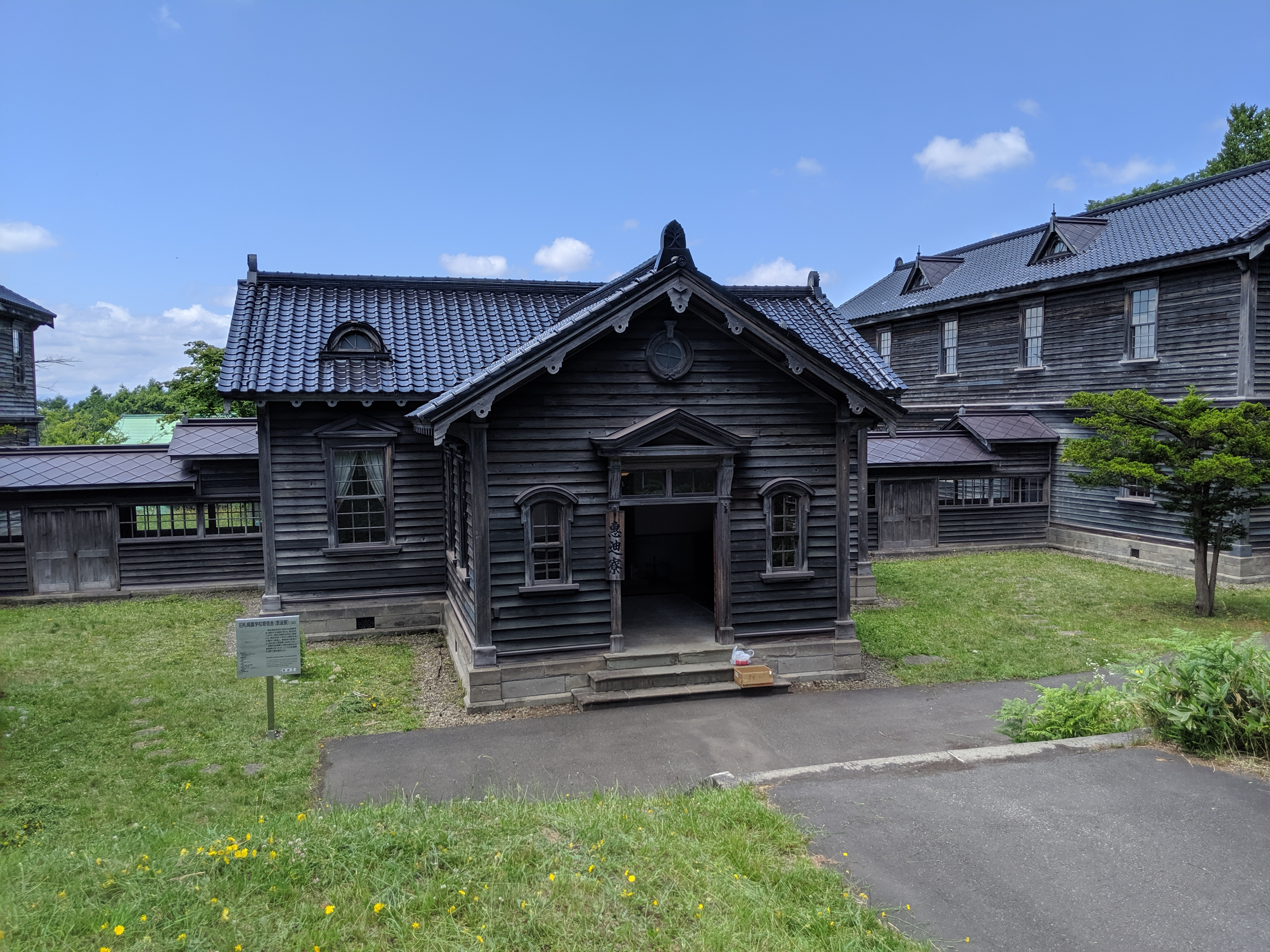
北海道開拓の村に移築復元されている旧恵迪寮舎

北海道開拓の村に寄贈され、移設展示されている旧恵迪寮舎の整備活動を行なっている。
- 草刈り[33]

- 外壁防腐剤塗装作業[34]。

### その他の事業
北海道大学と協力し、北海道大学ホームカミングデーにおける記念事業の共催などを行っている。
- 文化講演会
- 寮歌の集い

## 出版物

### 逐次刊行物
- 同窓会誌「恵迪」 : 毎年7月発行[1]

### 書籍
- 恵迪寮史 上巻 : 1932年(昭和7年)刊行の寮史の復刻版[20]。
- 恵迪寮史 下巻 : 1983年(昭和58年)刊行の寮史の復刻版[20]。
- 青春の北大恵迪寮 : 写真で綴る百十有余年 : 1991年(平成3年)刊行[36]。

## 構成

### 会員
正会員、寮生会員、賛助会員、名誉会員がある。
- 正会員
  - 同窓会の目的に賛同し、札幌農学校寄宿舎生並びに東北帝国大学農科大学、北海道帝国大学及び北海道大学の恵迪寮の寮生経験者、または北海道大学に在籍したことのある者であって、理事会の承認を得た者とされる[1]。会費は年額3,000円。

- 寮生会員
  - 同窓会の目的に賛同し、北海道大学恵迪寮の寮生である者とされる[1]。会費は免除。

- 賛助会員
  - 同窓会の目的に賛同し、同窓会の事業を援助する企業、団体又は個人であって、理事会の承認を得た者とされる[1]。会費は年額2,000円。

- 名誉会員
  - 同窓会に対して顕著な功績のあった者で、会員から推薦され、理事会において承認された者とされる[1]。

### 総会
正会員及び寮生会員の中から20名以上30名以内で、4年に1度開催される代議員選挙により代議員兼社員を選出する。
代議員をもって総会を構成し、総会をもって法令上の社員総会とする。

### 役員・理事会
15名以上40名以内の理事と3名以内の監事を置き、理事会の決議により、理事から選任された1名の理事長をもって法令上の代表理事とし、
同じく理事から選任された1名の副理事長をもって法令上の業務執行理事とする。